# U21-Siebenkampf-Länderkampf der Frauen 1990 BR Deutschland – Großbritannien – Schweiz
| 6. Leichtathletik-Länderkampf mit bundesdeutscher Beteiligung 1990           | 6. Leichtathletik-Länderkampf mit bundesdeutscher Beteiligung 1990 |
| ---------------------------------------------------------------------------- | ------------------------------------------------------------------ |
|                                                                              |                                                                    |
| U21-Siebenkampfvergleich der Frauen BR Deutschland – Großbritanien – Schweiz |                                                                    |
| Austragungsort                                                               | Stadthagen                                                         |
| Wettbewerbe                                                                  | 1                                                                  |
| Datum                                                                        | 23./24. Juni                                                       |
| 1. FRG 2. GBR 3. SUI                                                         | 16.148 Punkte 16.069 Punkte 14.624 Punkte                          |
| Chronik                                                                      |                                                                    |
| ← FRG-GBR-SUI 0010kampf U21 (M)                                              | ESP-FRG-FRA-GBR00 U23 (M/F) →                                      |

Den sechsten Vergleich des Länderkampfjahres 1990 trugen die Siebenkämpferinnen aus der Bundesrepublik Deutschland, Großbritannein und der Schweiz parallel zu ihren männlichen Mehrkampfkollegen am 23./24. Juni im niedersächsischen Stadthagen miteinander aus. Auch diese Konstellation hatte es zuvor wie bei den Männern noch nicht gegeben.

## Modus
Aus iedem Team kamen die drei besten Athletinnen durch Addition ihrer Punktzahlen in die Wertung. Wie viele Vertreterinnen jedes Team stellen konnte, bleibt unklar, da in der Ergebnisübersicht des DLV-Jahrbuchs 1990/91 nur die Platzierungen der ersten Acht aufgeführt sind.

## Ergebnis
In der Einzelwertung rangierten die drei besten bundesdeutschen Nachwuchssiebenkämpferinnen auf den Plätzen eins, vier und fünf. In der Länderkampfwertung siegten die bundesdeutschen Athletinnen wie ihre Männerkollegen mit ihrer Gesamtpunktzahl von 16.148 Punkten. Mit einem Rückstand von 79 Punkten folgten die Britinnen nicht weit dahinter auf dem zweiten Platz. Weitere 1524 Punkte kamen die Schweizerinnen deutlich abgeschlagen auf den dritten Platz.

## Resultat

### Siebenkampf
| Platz | Name           | Nation | Punkte | 100 m Hürden | Hoch- sprung | Kugel- stoßen | 200 m   | Weit- sprung | Speer- wurf | 800 m       |
| ----- | -------------- | ------ | ------ | ------------ | ------------ | ------------- | ------- | ------------ | ----------- | ----------- |
| 1     | Karen Zentgraf | FRG    | 5754   | 14,70 s      | 1,83 m       | 14,01 m       | 27,08 s | 5,65 m       | 47,36 m     | 2:21,50 min |
| 2     | Jennifer Kelly | GBR    | 5706   | 14,35 s      | 1,75 m       | 14,48 m       | 25,05 s | 5,81 m       | 37,96 m     | 2:23,09 min |
| 3     | Oluyinka Idowu | GBR    | 5226   | 14,28 s      | 1,78 m       | 12,67 m       | 25,26 s | 5,79 m       | 34,38 m     | 2:46,11 min |
| 4     | Silke Knut     | FRG    | 5208   | 14,59 s      | 1,62 m       | 11,19 m       | 26,47 s | 5,66 m       | 40,90 m     | 2:25,17 min |
| 5     | Daniela Grube  | FRG    | 5186   | 14,42 s      | 1,68 m       | 11,75 m       | 25,86 s | 5,49 m       | 31,48 m     | 2:23,27 min |
| 6     | Julia Benett   | GBR    | 5137   | 15,22 s      | 1,86 m       | 09,30 m       | 25,64 s | 5,84 m       | 23,50 m     | 2:21,60 min |
| 7     | Marien Knutti  | SUI    | 4956   | 15,18 s      | 1,65 m       | 11,57 m       | 27,27 s | 5,20 m       | 39,20 m     | 2:25,25 min |
| 8     | Claudia Orler  | SUI    | 4921   | 14,98 s      | 1,56 m       | 08,88 m       | 25,85 s | 5,75 m       | 32,48 m     | 2:19,96 min |